# 영천소방서
영천소방서(永川消防署, Yeongcheon Fire Station)는 경상북도 영천시를 관할하는 경상북도 소방본부 산하의 소방서이다.
소방서장은 소방정으로 보한다.

## 연혁
- 1983년 9월 1일: 영천소방서 개서
- 2010년 10월 15일: 신청사로 이전

## 조직
| - 소방행정과 - 소방행정팀 - 예산장비팀 | - 예방안전과 - 예방홍보팀 - 시설지도팀 | - 구조구급과 - 대응지원팀 - 구조구급팀 | - 현장대응단 - 대응1·2·3팀 - 동부119안전센터 - 119구조구급센터 |

## 관할센터 및 관할구역
영천소방서는 4개의 119안전센터와 1개의 구조구급센터를 산하에 두고 있다.
| 명칭                       | 사진 | 주소                | 관할구역                                                         | 지역대        |
| -------------------------- | ---- | ------------------- | ---------------------------------------------------------------- | ------------- |
| 동부119안전센터            |      | 호국로 187          | 동부동, 서부동, , 중앙동, 고경면, 임고면, 자양면, 화북면, 화남면 | 화남119지역대 |
| 남부119안전센터            |      | 한방로 176          | 남부동, 완산동, 북안면                                           | 북안119지역대 |
| 금호119안전센터            |      | 금호읍 오계공단길 5 | 금호읍, 대창면                                                   |               |
| 신녕119안전센터            |      | 신녕면 어릿골길 11  | 신녕면, 화산면, 청통면                                           |               |
| 영천소방서 119구조구급센터 |      | 호국로 187          | 경상북도 영천시 일원                                             |               |

## 같이 보기
- 대한민국 소방청
- 대한민국의 소방
- 소방관 계급